# Bjørn Ianke

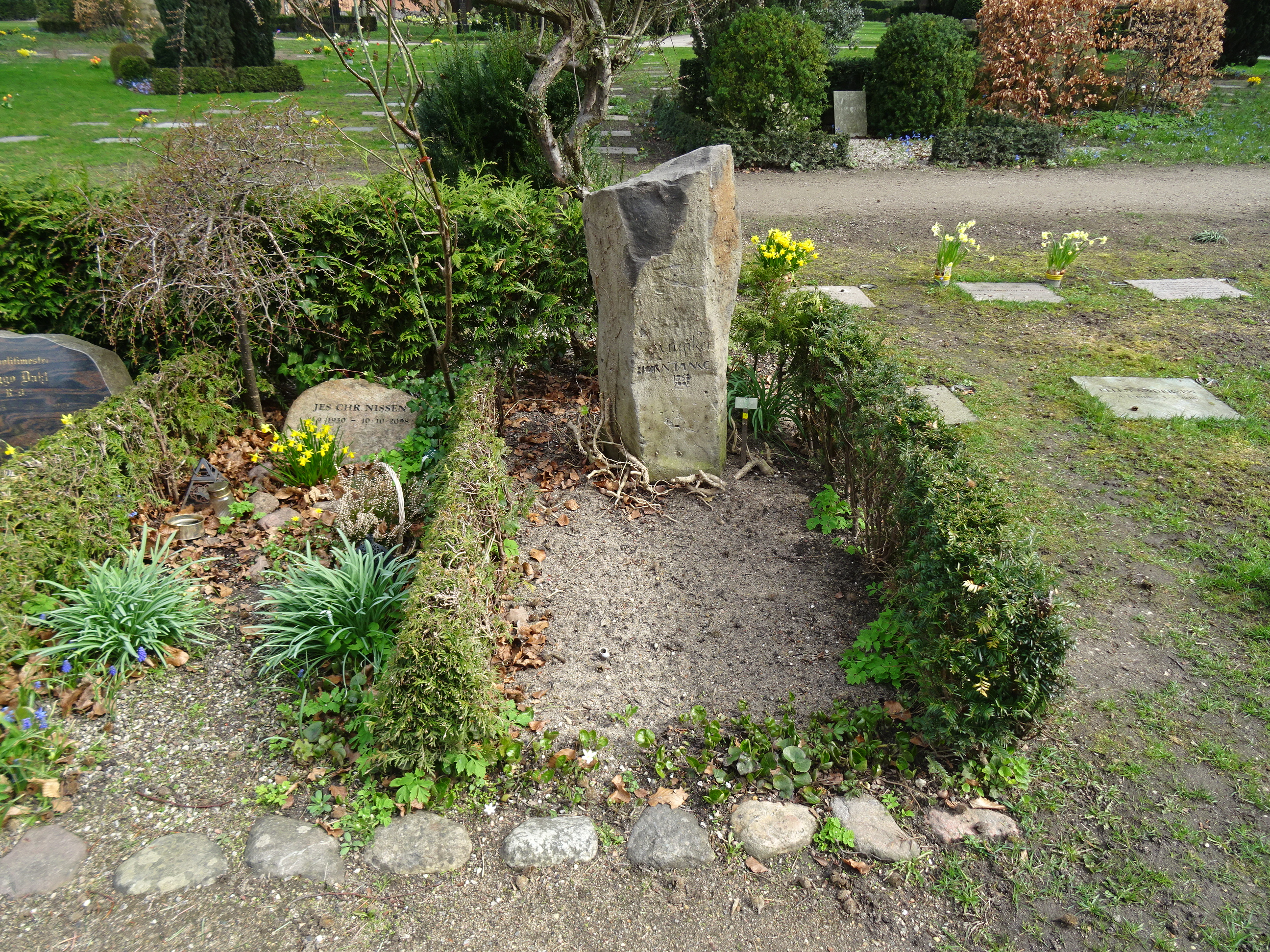
Das Grab von Bjørn Ianke in Kopenhagen.

Bjørn Ianke (* 1948 in Hamar; † 15. März 2002 in Frankfurt am Main) war ein norwegischer klassischer Kontrabassist.

## Biographie
Nach mehreren Jahren in Fredrikstad zog Bjørn Iankes Familie nach Bodø in Nord-Norwegen. Ianke hatte bereits begonnen, Klavier zu spielen, und fand mit 16 Jahren zum Kontrabass. Seine ersten professionellen Engagements waren Auftritte in Restaurants mit dem Björn Ianke Trio, in dem er Klavier spielte.
Björn Ianke studierte Kontrabass bei Henrik Lindemann in Oslo, danach bei Ludwig Streicher in Wien. Er studierte auch kurz bei dem Berliner Philharmoniker Klaus Stoll.
Ianke war Mitglied des Oslo Philharmonie Orchesters und Solobassist des Württembergischen Staatsorchesters in Stuttgart, der Philharmonie Bergen, dem Norwegischen Opern Orchester und des Orchesters des Königlichen Theaters Kopenhagen. Dazu war er ein vielbeschäftigter Solist in Norwegen und außerhalb – 1989 Internationales Musik Festival Bergen, 1991 Nordic Music Festival Göteborg, und 1993 mit dem Norwegischen Bläser Ensemble beim Rheinischen Musik Festival Essen. Wichtige Solo-Konzerte gab er in Stockholm, Berlin und auf dem Internationalen Kontrabass Festival BASS 94 in Avignon, wo er zwei Solo-Konzerte gab. Er unterrichtete sechs Jahre lang Kontrabass an der Grieg Academy in Bergen.
Ianke arbeitete immer wieder mit Komponisten zusammen und spielte Premieren mehrerer Werke für Kontrabass. Besonders mit der Dichterin Cecilie Löveid war er auch bei Theaterproduktionen involviert.

## Diskographie
- The Contemporary Solo Double Bass Vol.1-3, Simax Classics